# MBS Arena Potsdam
La MBS Arena Potsdam è un'arena coperta di Potsdam.

## Storia e descrizione
I lavori di costruzione della MBS Arena Potsdam iniziano nel 2010 per terminare nel 2012 con l'inaugurazione avvenuta il 18 gennaio: oltre al campo principale, la struttura dispone anche di una palestra con sala pesi ed una per la scherma e per il judo; viene anche utilizzato per eventi musicali e culturali.
Al suo interno vengono disputate le partite casalinghe del club pallavolistico femminile dello Sportclub Potsdam e della squadra di pallamano maschile del 1. VfL Potsdam.